# Афеландра
Афеландра (лат. Aphelandra) — род цветковых растений семейства Акантовые, уроженцы тропических регионов Америки.
Название рода происходит от греческих слов «aphelis» — простой и «andros» — мужчина: растения имеют простые одногнёздные пыльники. В литературе также встречается транскрипция афеляндра.

## Описание

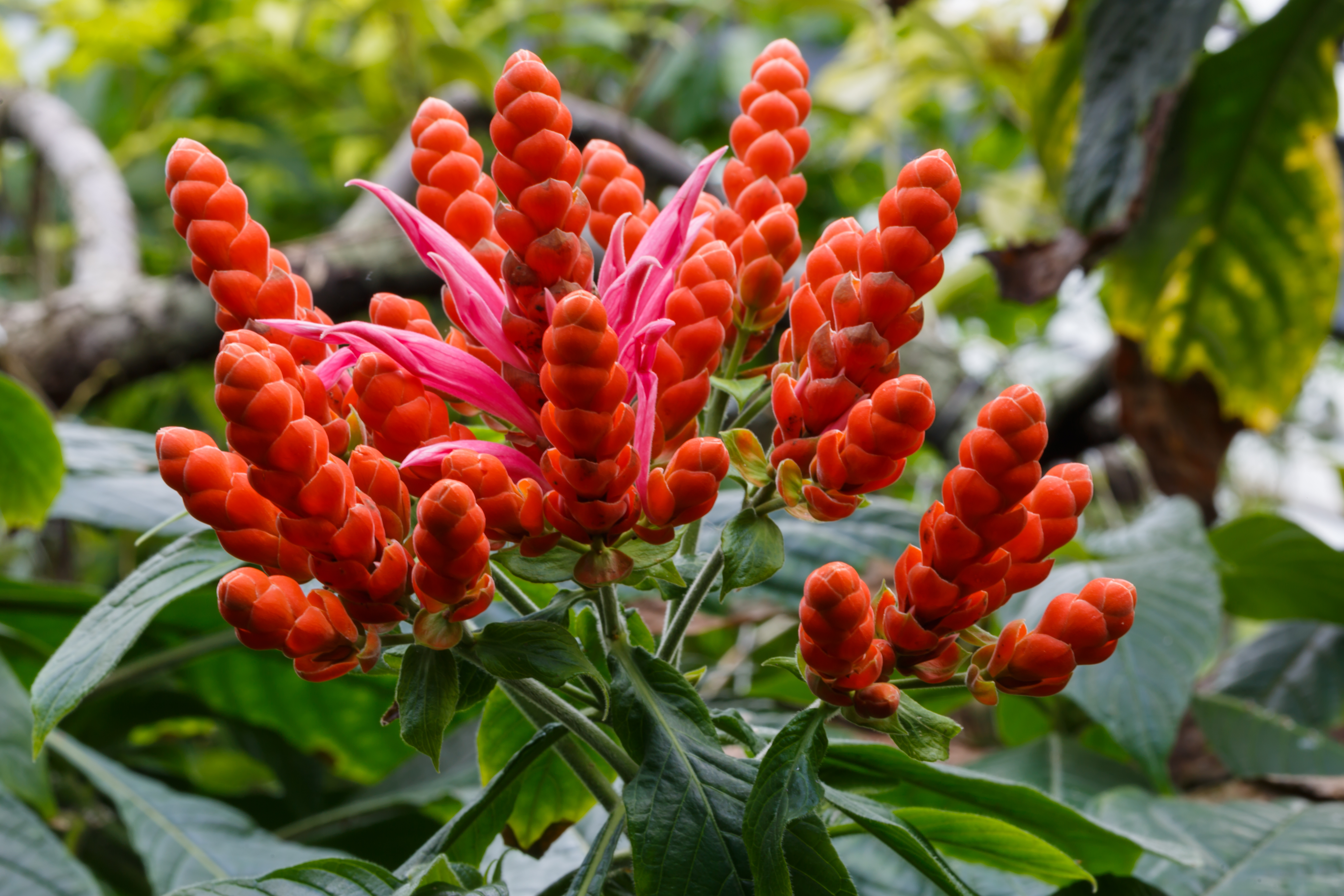
Афеландра Синклера

Вечнозелёные низкорослые кустарники, достигающие высоты 1-2 м, полукустарники и травы.
Листья крупные, блестящие, могут быть гладкими и колючими, с широкой средней жилкой белого или серебристого цвета, чётко выделенной.
Цветки обычно жёлтые или золотистые. Собраны в конечные шишковидные или колосовидные соцветия. Прицветные листья крупные, часто окрашенные. Венчик двугубый, жёлтый, оранжевый, красный, сиреневый; верхняя губа двузубчатая, нижняя — трёхлопастная.

## Распространение

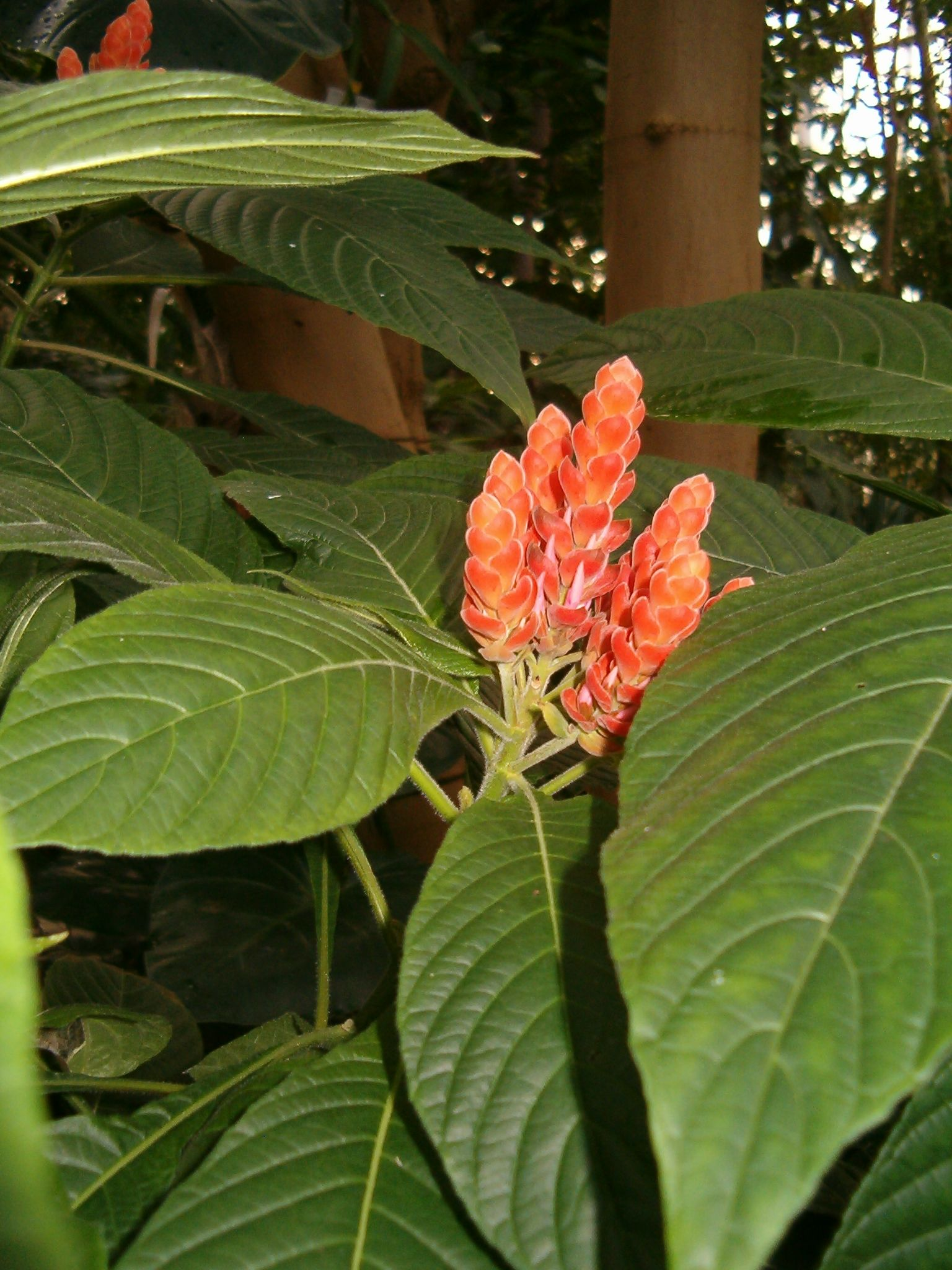

Распространены в тропиках Центральной и Южной Америки, частично в субтропиках.

## Практическое использование
Афеландра оранжевая (Aphelandra aurantiaca) и афеландра оттопыренная (Aphelandra squarrosa) выращиваются в качестве комнатных растений ради крупных декоративных листьев с серебристыми жилками и золотой шишки соцветия осенью в течение 6 месяцев. Основную форму a. squarrosa выращивают редко, поскольку она достигает в высоту 1-1,3 м, в качестве комнатных распространены низкорослые сорта: Louisae - кустарник с красноватым стеблем, компактные сорта Brockfeld и золотистая Dania, Fritz Prinsler с яркими жилками.
Растение необходимо регулярно подкармливать, не позволять земле пересыхать, часто опрыскивать, содержать зимой в тепле, защищать от сквозняков во избежание потери листьев. Отцветшие соцветия удаляются.
Уход в комнатной культуре
- Температура: умеренная, зимой не ниже 15 °C.
- Освещение: яркое, с притенением от прямых солнечных лучей.
- Полив: обильный. Умеренный полив зимой.
- Влажность воздуха: земля должна быть постоянно влажной, но переувлажнение губительно. Зимой полив уменьшают. Для полива используется мягкая теплая вода.
- Пересадка: ежегодно весной
- Размножение: черенками весной. Для укоренения применяют фитогормоны и нижний подогрев.

## Виды
По информации базы данных The Plant List (2013), род включает 196 видов. Некоторые из них:
- Aphelandra arborea (Mill.) M.R.Almeida [syn.  Aphelandra tetragona (Vahl) Nees — Афеландра четырёхугольная]. Гвиана
- Aphelandra aurantiaca (Scheidw.) Lindl. — Афеландра оранжевая. Мексика и север Южной Америки
- Aphelandra pulcherrima (Jacq.) Kunth typus[2] — Афеландра прекраснейшая. Колумбия
- Aphelandra sinclairiana Nees — Афеландра Синклера
- Aphelandra squarrosa Nees — Афеландра оттопыренная. Центральная Америка